# Bitwa pod Castelfidardo
Bitwa pod Castelfidardo – najważniejsza bitwa w walkach Królestwa Piemontu przeciw Państwu Kościelnemu, miała miejsce 18 września 1860 roku i doprowadziła do rozbicia armii papieskiej.

## Tło wydarzeń
Północna część Państwa Kościelnego została przyłączona do Królestwa Piemontu po walkach austriacko-francuskich z 1859 roku, papież zachował jednak władzę nad terytorium rozciągającym się w poprzek całego Półwyspu Apenińskiego. Ziemie przekazane wówczas Piemontowi były wciśnięte między terytorium austriackie i papieskie i Cavour obawiał się, że państwa te mogą dążyć do ich podboju w celu odzyskania bezpośredniego połączenia między swoimi terytoriami. Inwazja sił Garibaldiego na Sycylii w maju 1860 roku dodatkowo skomplikowała sytuację, ponieważ po zdobyciu Neapolu zamierzał on skierować się on na północ, w stronę Rzymu, który obsadzony był przez wojska francuskie, których celem była obrona Państwa Kościelnego. Zdobycie Rzymu mogło także skomplikować plany unifikacyjne Italii pod berłem Wiktora Emanuela poprzez przejęcie władzy nad sporą częścią Italii przez radykalne stronnictwa.
Cavour podjął się przekonania Napoleona III tym właśnie argumentem, przedstawiając włoski atak na wschodnią część Państwa Kościelnego i połączenie z siłami Garibaldiego jako jedyny sposób zachowania władzy papieskiej w Rzymie. Emisariusze Cavoura spotkali się z Napoleonem III w Chambéry 28 sierpnia, które niedługo przedtem przekazano Francji w zamian za poprzednie nabytki włoskie w Państwie Kościelnym. Napoleon zaaprobował propozycje Cavoura dotyczące kampanii w Państwie Kościelnym i obiecał zatrzymać swoje siły w Rzymie i jego bezpośrednich okolicach.
Państwo Kościelne dysponowało wojskami liczącymi 15.000 ludzi, z czego 6.000 stanowili austriaccy weterani i kilkuset Irlandczyków, zaś reszta wojsk stanowiła mieszankę etniczną. W większości byli to ludzie zmotywowani do walki z powodów religijnych, przez co ich morale było znacznie wyższe niż wojsk sycylijskich, które ponosiły właśnie klęski na południu. W marcu 1860 roku dowództwo nad tymi siłami objął emerytowany francuski generał Louis Juchault de Lamoricière, zdeklarowany przeciwnik Napoleona III. Było to zgodne z nową polityką papieża, który obarczał francuskiego cesarza winą za straty terytorialne Państwa Kościelnego z 1859 roku.

## Początek kampanii
7 września, w dniu zdobycia Neapolu przez Garibaldiego, Cavour wysłał papieżowi ultimatum z żądaniem rozwiązania i rozpuszczenia przez niego zagranicznych wojsk. Inwazja rozpoczęła się 11 września siłami 35.000 żołnierzy zgrupowanych w dwóch kolumnach. Siłami idącymi wzdłuż wybrzeża Adriatyku dowodził gen. Enrico Cialdini, zaś siłami wkraczającymi do Umbrii gen. Enrico Morozzo Della Rocca. W odpowiedzi na atak gen. Lamoricière skierował swoje siły w stronę Ancony, gdzie miał nadzieję spotkać austriackie siły ekspedycyjne. Gen. Cialdini, poznawszy jego zamiary, zdecydował o próbie zablokowania papieskich wojsk i porzucił wybrzeże tuż przed Anconą, kierując się na południe, w stronę Jesi, a następnie na wschód, do Osimo. 
16 września awangarda sił Cialdiniego dotarła do Castelfidardo i Crocetto, w pobliżu Loreto, w którym stacjonowała połowa wojsk papieskich, oczekując na drugą ich połowę. Połączenie sił papieskich nastąpiło dzień później. Cialdini miał 16.500 ludzi, w większości pozbawionych doświadczenia. Obsadził on wzniesienia na północnej stronie rzeki Musone, nie pilnując terenów w stronę wybrzeża, gdyż zapewniono go o braku możliwości pokonania rzeki w tamtym miejscu. Lamoricière stacjonował na południowym brzegu rzeki, na wzniesieniu. Dysponował 6.500-8.000 ludzi i planował obejść siły piemonckie od strony wybrzeża, by dotrzeć do Ancony.
Bitwa
Lamoricière planował zaskoczyć Cialdiniego. Zamierzał wysłać 3.000 ludzi pod wodzą gen. Pimodana przez bród na wschód od mostu, by pochwycili wieś Crocette oraz górę Monte d'Oro i by utrzymali tę pozycję, podczas gdy reszta sił przemieściłaby się wzdłuż wybrzeża. Piemontczycy zostali zaskoczeni, ale dwie kompanie stacjonujące nad rzeką walczyły zaciekle i opóźniły Pimodana. W rejon walk przybyły wkrótce piemonckie posiłki, które obsadziły wzgórze i przeprowadziły szarżę w dół zbocza, co zaskoczyło wojska papieskie i spowodowało zaciekłe walki nad rzeką. W tym starciu Pimodan zginął, a Lamoricière został wciągnięty w walki i pozostawił siły bez dowództwa.
Druga część wojska papieskiego miała forsować rzekę tym samym brodem, który miał być chroniony przez siły, które obsadziły Monte d'Oro. W praktyce ta kolumna znalazła się pod ogniem otwartym ze wzgórz na północ od rzeki, a ich marsz został zablokowany przez walki przed nimi. W efekcie siły te uległy rozprężeniu i opuściły pole bitwy bez walki, a pierwsza kolumna wkrótce także zaczęła się wycofywać. Lamoricière z kilkoma setkami żołnierzy podjął jeszcze próbę dotarcia do Ancony wzdłuż wybrzeża, ale jego siły zostały otoczone i zmuszone do kapitulacji. Sam Lamoricière dotarł do miasta w otoczeniu zaledwie 45 ludzi.
Dalsze wydarzenia
Połowa wojsk papieskich skapitulowała później tego samego dnia w Loreto, a druga połowa uległa rozproszeniu, przy czym większość żołnierzy wzięto w ciągu kilku dni do niewoli. Papież utracił wszystkie siły wysłane w pole, a pozostałe były uwięzione w twierdzy. Lamoricière próbował bronić Ancony, ale walki trwały krótko i zakończyły się kapitulacją miasta 29 września.
Po bitwie na Sycylii i w Neapolu rozpoczęły się plebiscyty opowiadające się za zjednoczeniem w ramach monarchii konstytucyjnej pod królem włoskim Wiktorem Emanuelem II. Przekreślały one równocześnie nadzieje Garibaldiego na wyciągnięcie korzyści politycznych z dotychczasowych zwycięstw wojskowych.